# Pom d'escala

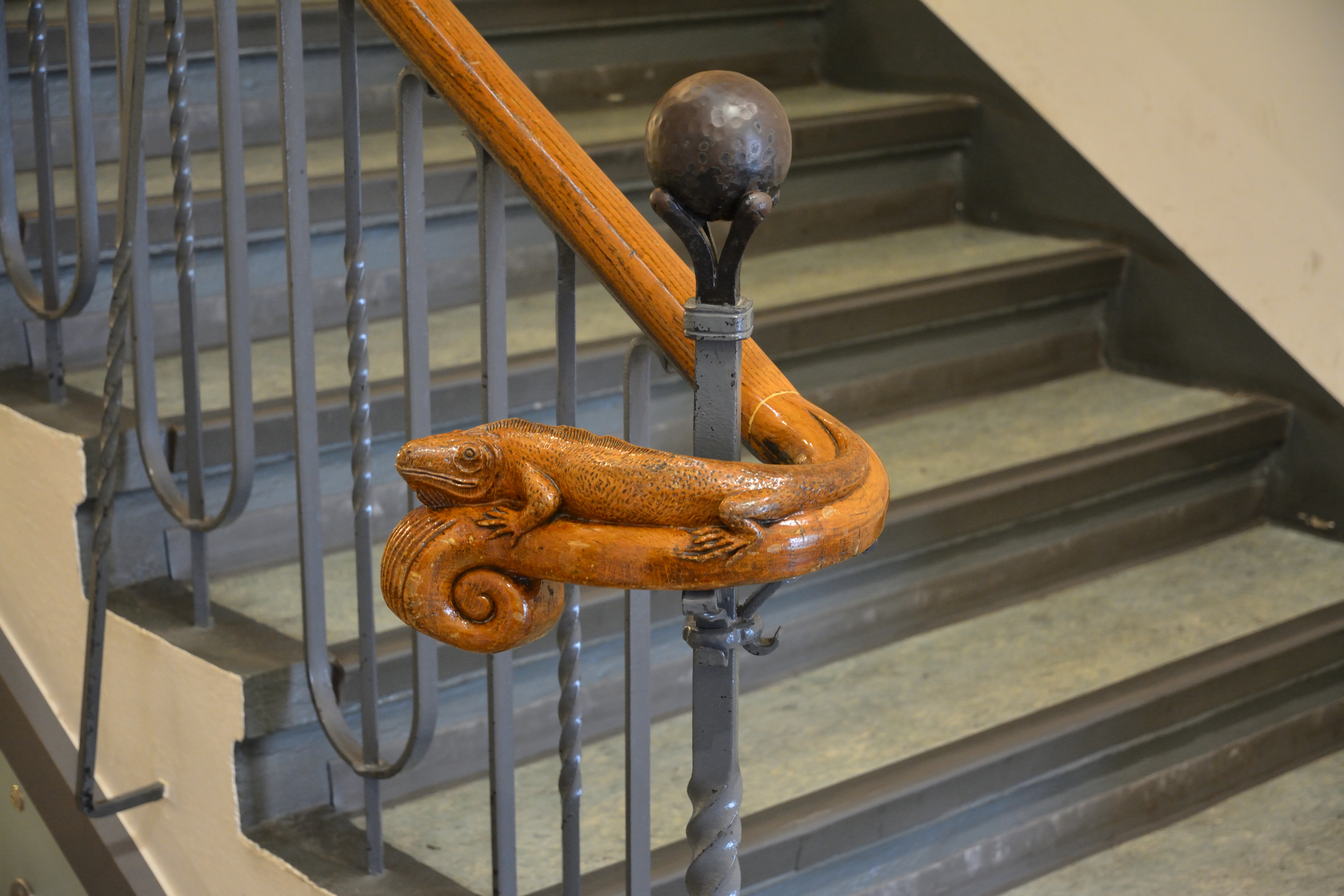
Pom d'escala al Senckenberg_Museum.

Un pom d'escala  és un suport, normalment amb forma d'esfera, que està dissenyat per a recolzar-hi la mà, o agafar-lo, quan es puja o baixa una escala, en la part final d'una barana (o al començament, depèn de com es miri). Forneix suport a les persones i una més bona estabilitat quan són d'edat avançada per tal d'evitar males caigudes. Sobretot pot ajudar a prevenir aquestes caigudes si els esgraons són molls o relliscosos.

## Variants
S'han emprat com a motiu decoratiu i en entorns luxosos han arribat a ser substituïts per estàtues, amb motius molt variats, algunes essent veritables obres d'art.
Es poden muntar directament en el passamà o en una columna a part que li serveix de pedestal. Poden ser metàl·lics o de qualsevol material. A Catalunya, al segle xix i al segle xix, se'n van popularitzar uns de vidre (argentat o de colors), amb múltiples bombolletes interiors molt brillants, que van passar a ser el distintiu de les llars catalanes.
Són d'ús general a l'escales clàssiques, en canvi no són tan normals a les escales mecàniques, atès que els passamans són mòbils (de cinta de cautxú), la qual cosa obliga a situar-los a un costat. Hi ha alguns tipus d'escala de llibreria que tenen una mena de pom per agafar-se.

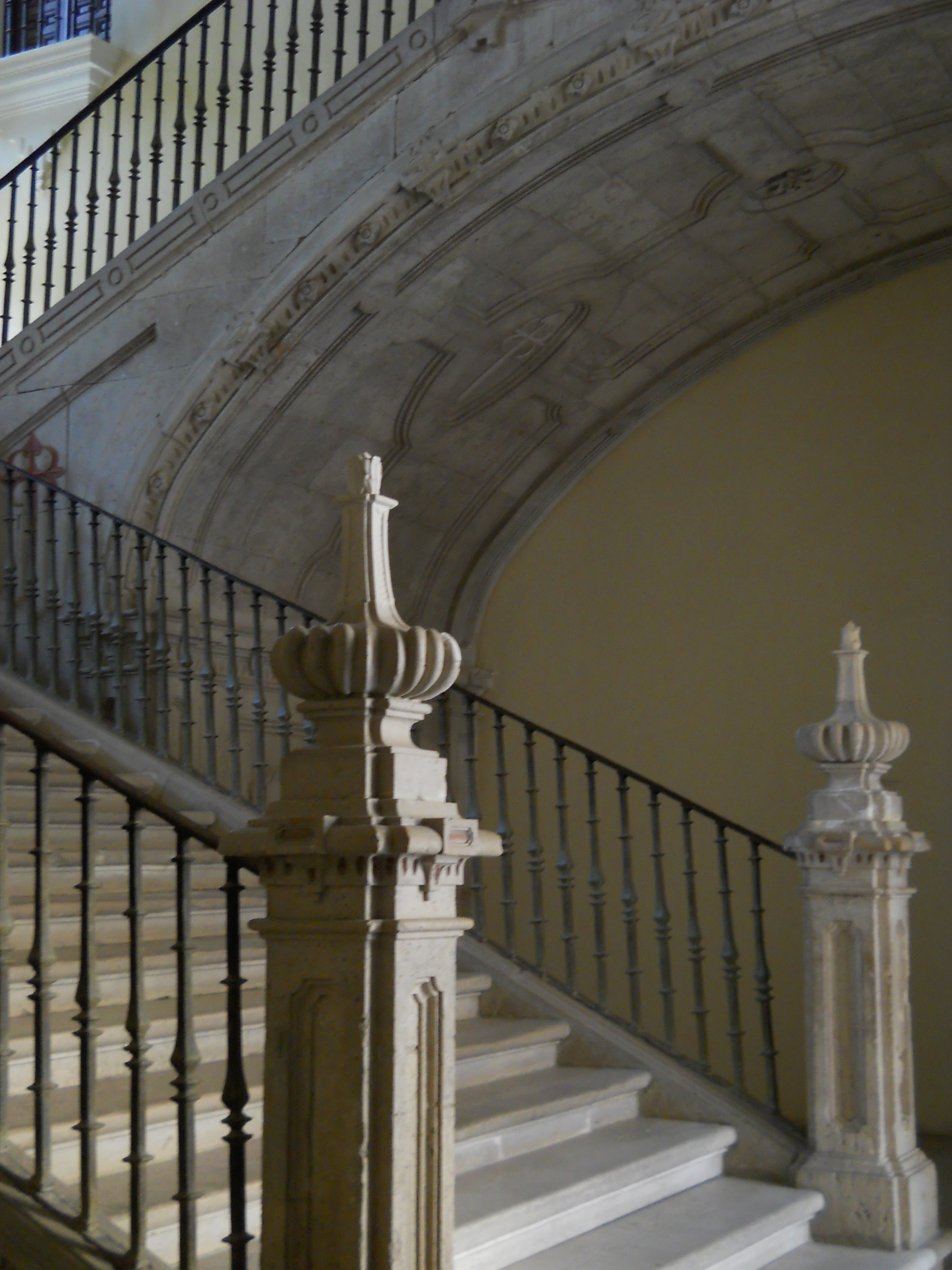
Poms d'escala en el Monasteri d'Uclés, Cuenca.

## Pom d'escala en la llengua
Quan algú en fa alguna de sonada, digne d'una persona curta de gambals, i hom vol fer referència a la seva intel·ligència amb un marcat to de sarcasme se li diu:
| «              | Tens un cap que serveix per pom d'escala | » |
| — Dita popular |                                          |   |